# Municipio de Dale (condado de Lyon)
El municipio de Dale (en inglés: Dale Township) es un municipio ubicado en el condado de Lyon en el estado estadounidense de Iowa. En el año 2010 tenía una población de 223 habitantes y una densidad poblacional de 2,38 personas por km².

## Geografía
El municipio de Dale se encuentra ubicado en las coordenadas 43°18′6″N 95°55′13″O / 43.30167, -95.92028. Según la Oficina del Censo de los Estados Unidos, el municipio tiene una superficie total de 93.63 km², de la cual 93,63 km² corresponden a tierra firme y (0 %) 0 km² es agua.

## Demografía
Según el censo de 2010, había 223 personas residiendo en el municipio de Dale. La densidad de población era de 2,38 hab./km². De los 223 habitantes, el municipio de Dale estaba compuesto por el 98,65 % blancos, el 0,9 % eran afroamericanos y el 0,45 % eran de una mezcla de razas. Del total de la población el 0 % eran hispanos o latinos de cualquier raza.